# Rudolf Bergr
Rudolf Bergr (* 4. duben 1934 Soběslav) je český architekt.

## Život
Narodil se v Soběslavi v učitelské rodině. Vystudoval gymnázium v Ústí nad Labem, kde po maturitě v roce 1952 nastoupil jako kreslič Severočeských tukových závodů (SETUZA). Po roce byl přijat na Fakultu architektury a pozemního stavitelství ČVUT v Praze. Studium úspěšně dokončil v roce 1959 a vrátil se do Ústí nad Labem jako projektant. Po 20 letech praxe vedl ateliér Krajského projektového ústavu až do jeho zrušení v roce 1991. 
V ateliéru začínal pod vedením architekta Josefa Lišky a již v letech 1962–1963 získal samostatnou zakázku na rekonstrukci Lidického náměstí spolu s výstavbou reprezentativní budovy Magistrátu v Ústí nad Labem. S kolegou Lubomírem Kosem geometricky rozdělili plochu Mírového náměstí žulovými čtverci a obdélníky a mezi ně umístili dvě fontány se zlatou mozaikou a sochařskou výzdobou Stanislava Hanzíka. Propojení průchody jednotlivých částí centra města Ústí nad Labem a celého bloku betonové zástavby, odkazuje na myšlenku moderního urbanismu ve stylu Le Corbusiera. Další Bergrovou a Liškovou spoluprací vznikla výstavba komplexu obytných domů s podzemními garážemi v Hrnčířské ulici (1963) a tři originální sedmipodlažní ABC domy (1964) v ulici Velká Hradební.
Rudolf Bergr je spoluautorem tří velkých administrativních budov v Ústí nad Labem. Jednou z nich je pobočka České spořitelny (1977), druhou areál budov pro Pozemní stavby na Mírovém náměstí, na které spolupracoval s Míťou Hejdukem a Jiřím Drtikolem. Třetí stavbou je dostavba Magistrátu (1985), původně Dům technických a inženýrských služeb. Za úspěšné řešení a realizaci projektu veřejných budov Bergr získal v roce 1986 cenu Josefa Havlíčka. Další městskou dominantou je hotel Vladimir (1986) v Churchillově ulici, jehož spoluautorem byl architekt Zdeněk Havlík. Technologicky jiný Bergrův projekt vznikl pro sídliště Březenecká v Chomutově a přestavbou centra města Nový Bor. Po roce 1989 rekonstruoval Městské divadlo v Děčíně a založil vlastní ateliér. V roce 2018 získal architekt Rudolf Bergr cenu Jože Plečnika.

## Galerie

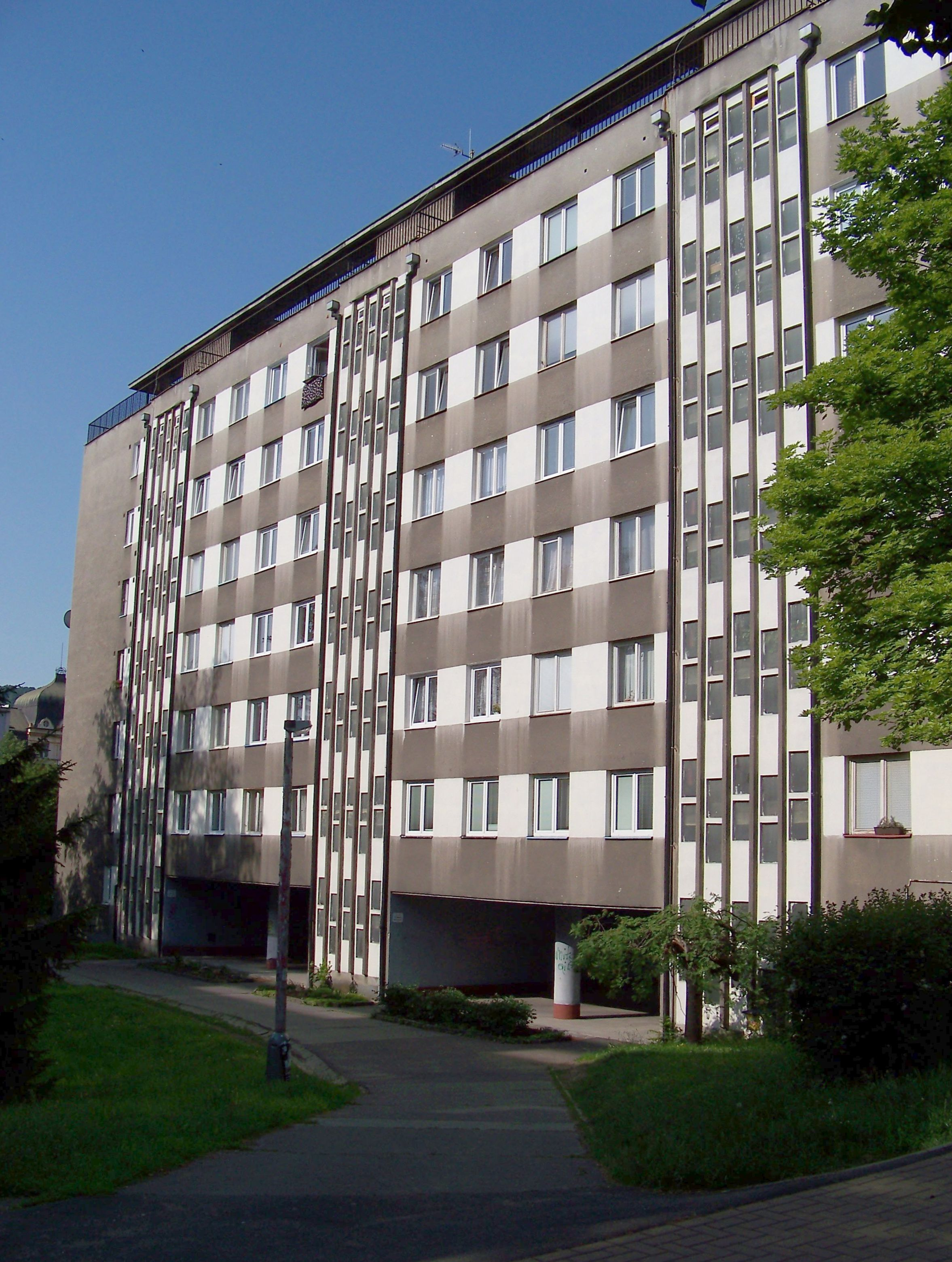
ABC domy před rekonstrukcí, Velká Hradební, 1964
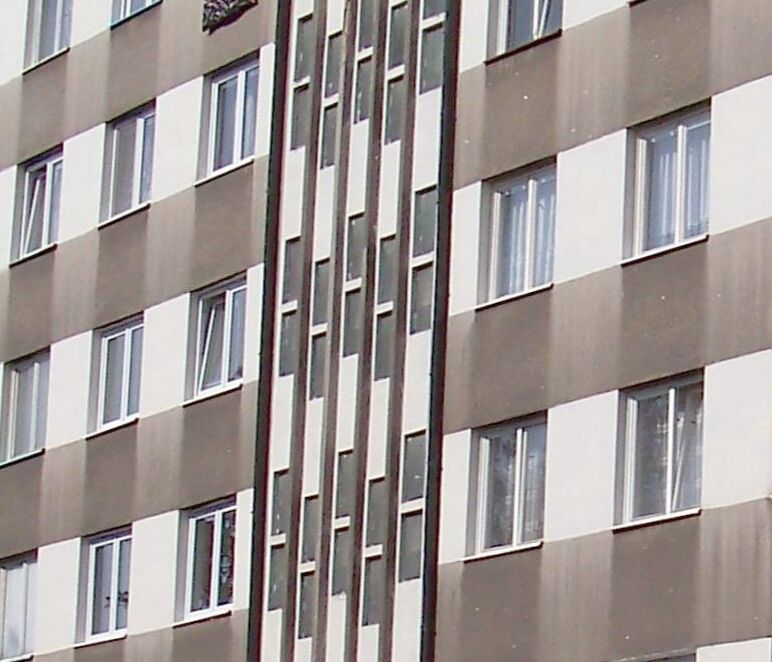
ABC domy, detail schodišťového okna před rekonstrukcí (1964)
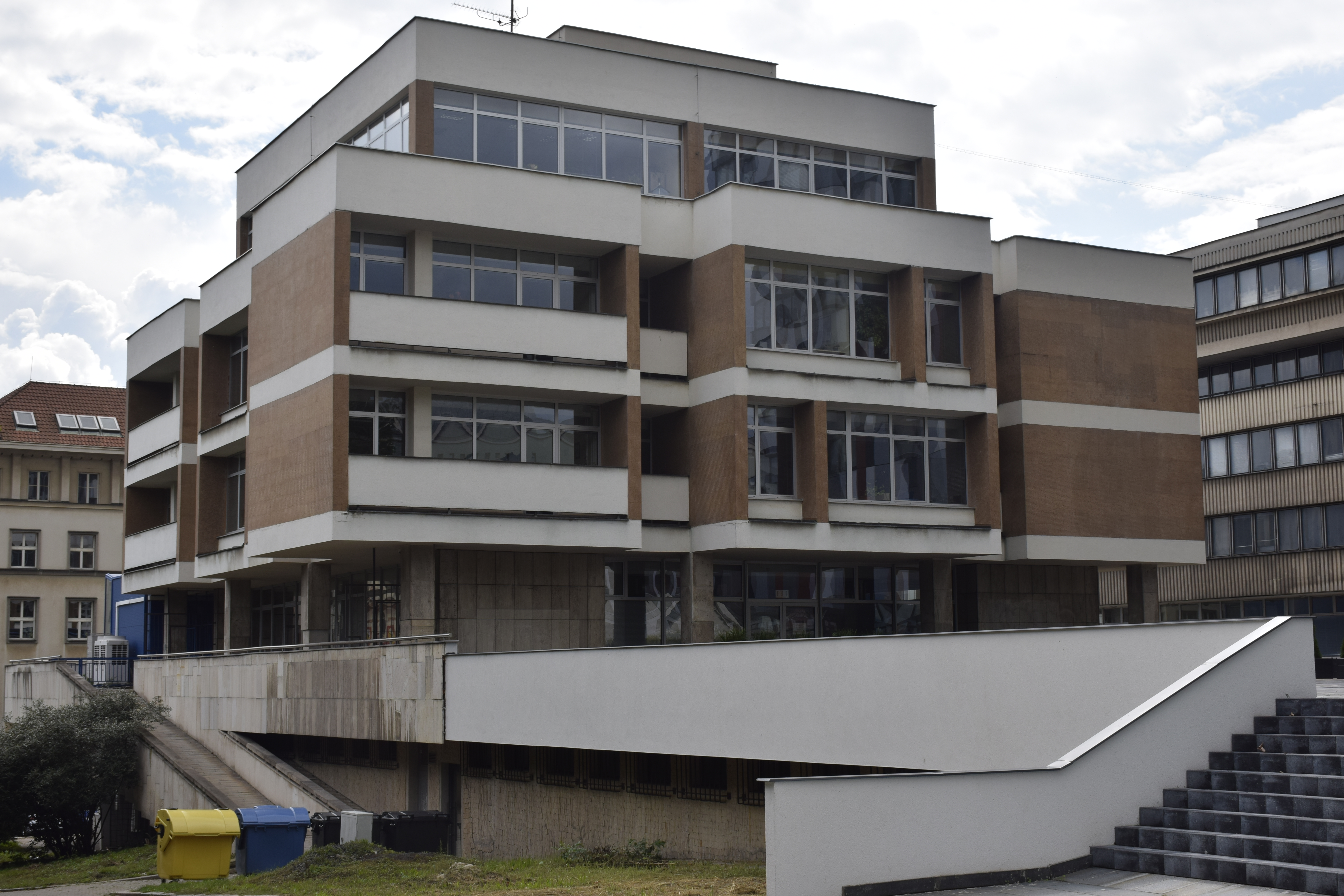
Krajský úřad (původně Česká státní pojišťovna), 1977
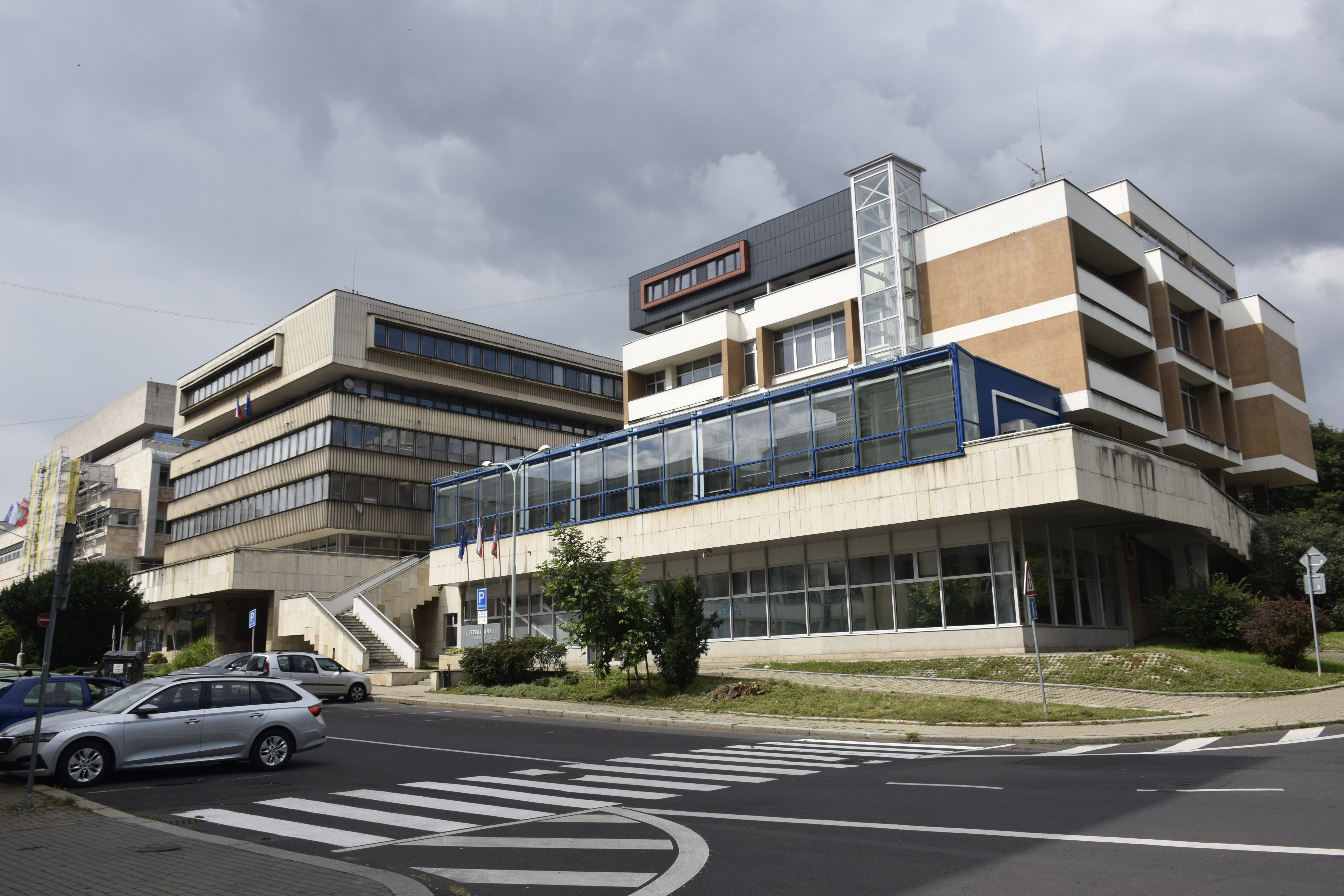
Krajský úřad (vlevo Finanční úřad, vpravo Krajský úřad), 1977
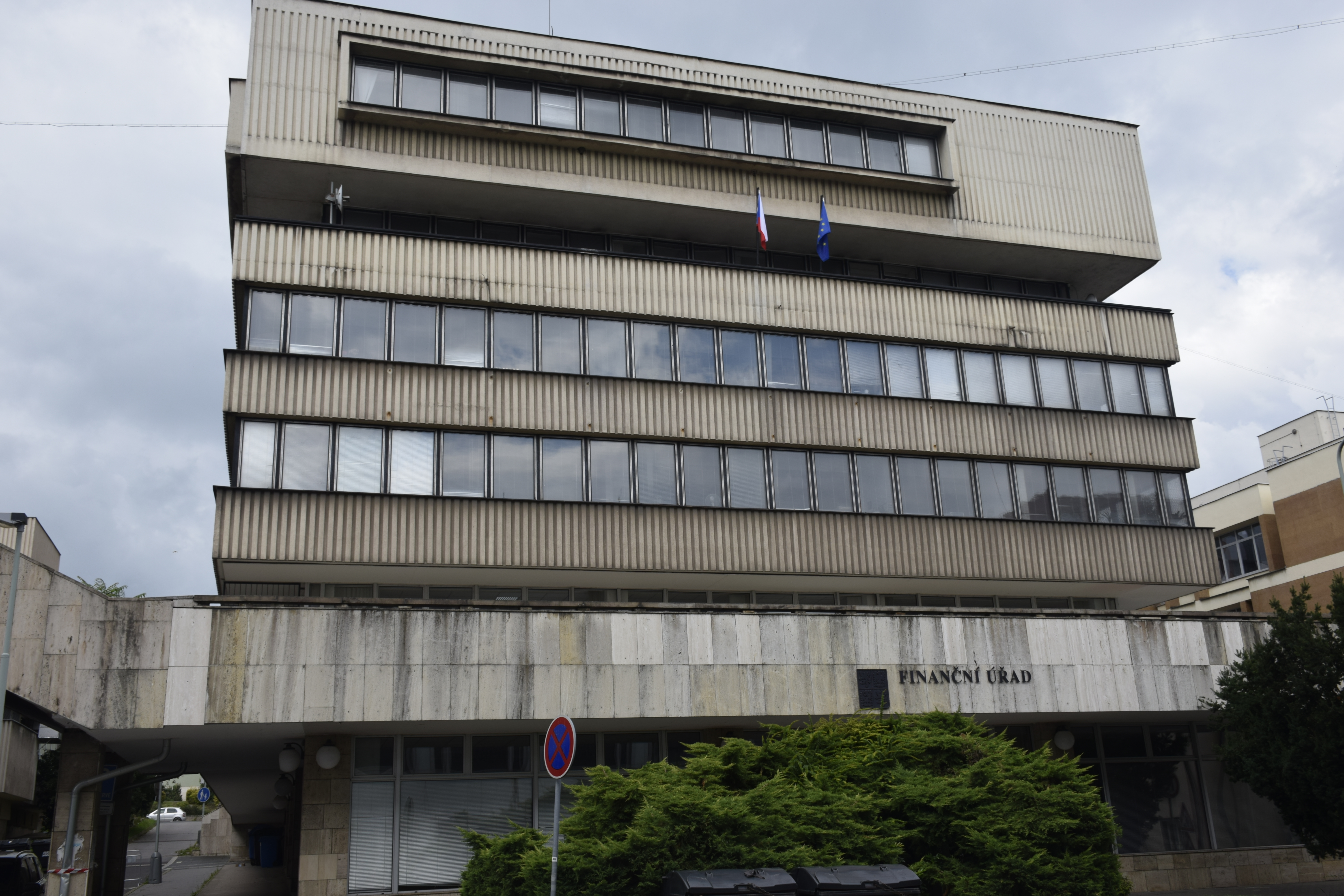
Finanční úřad (dříve Pozemní stavby), 1977
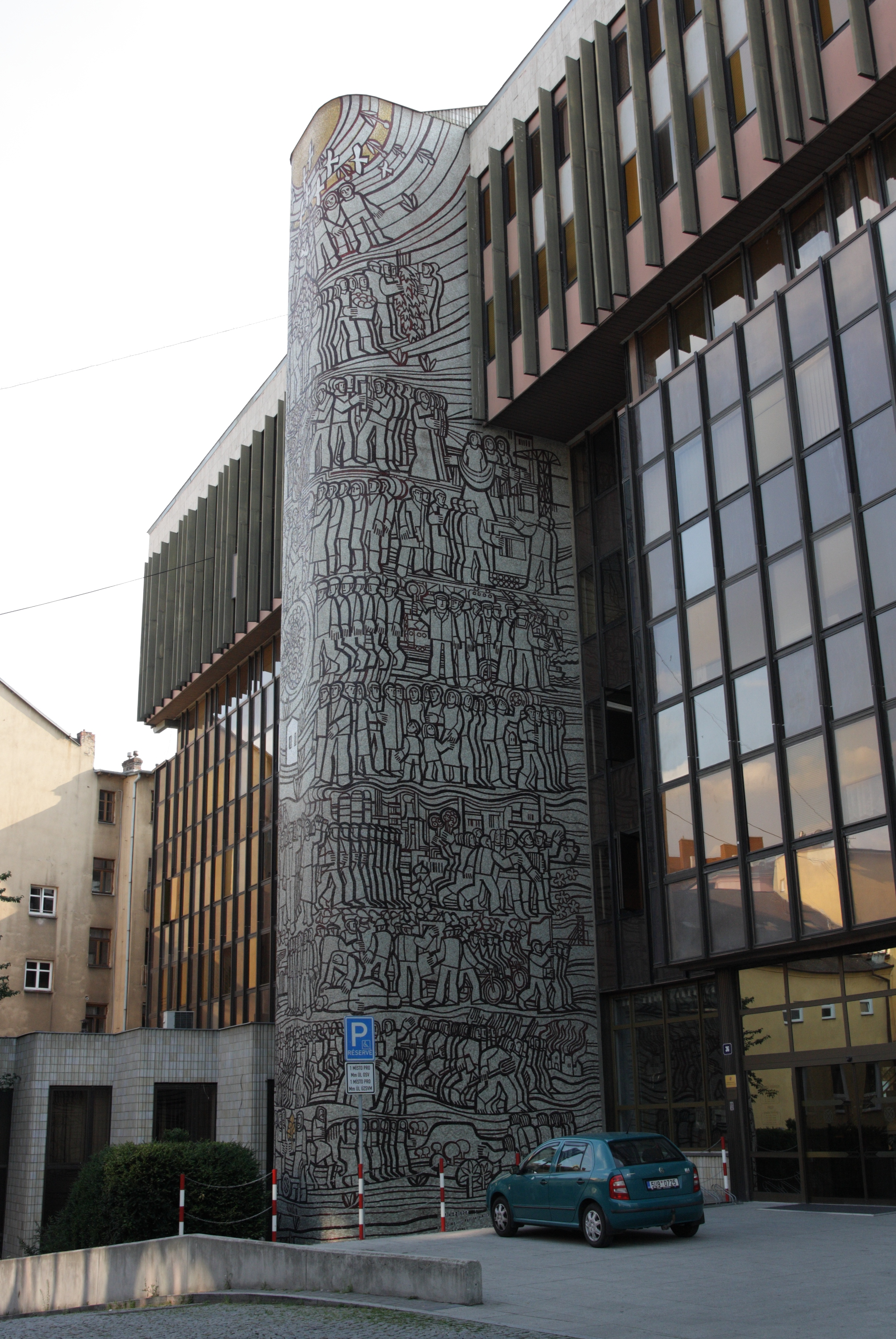
Magistrát Ústí nad Labem, nová část 1985
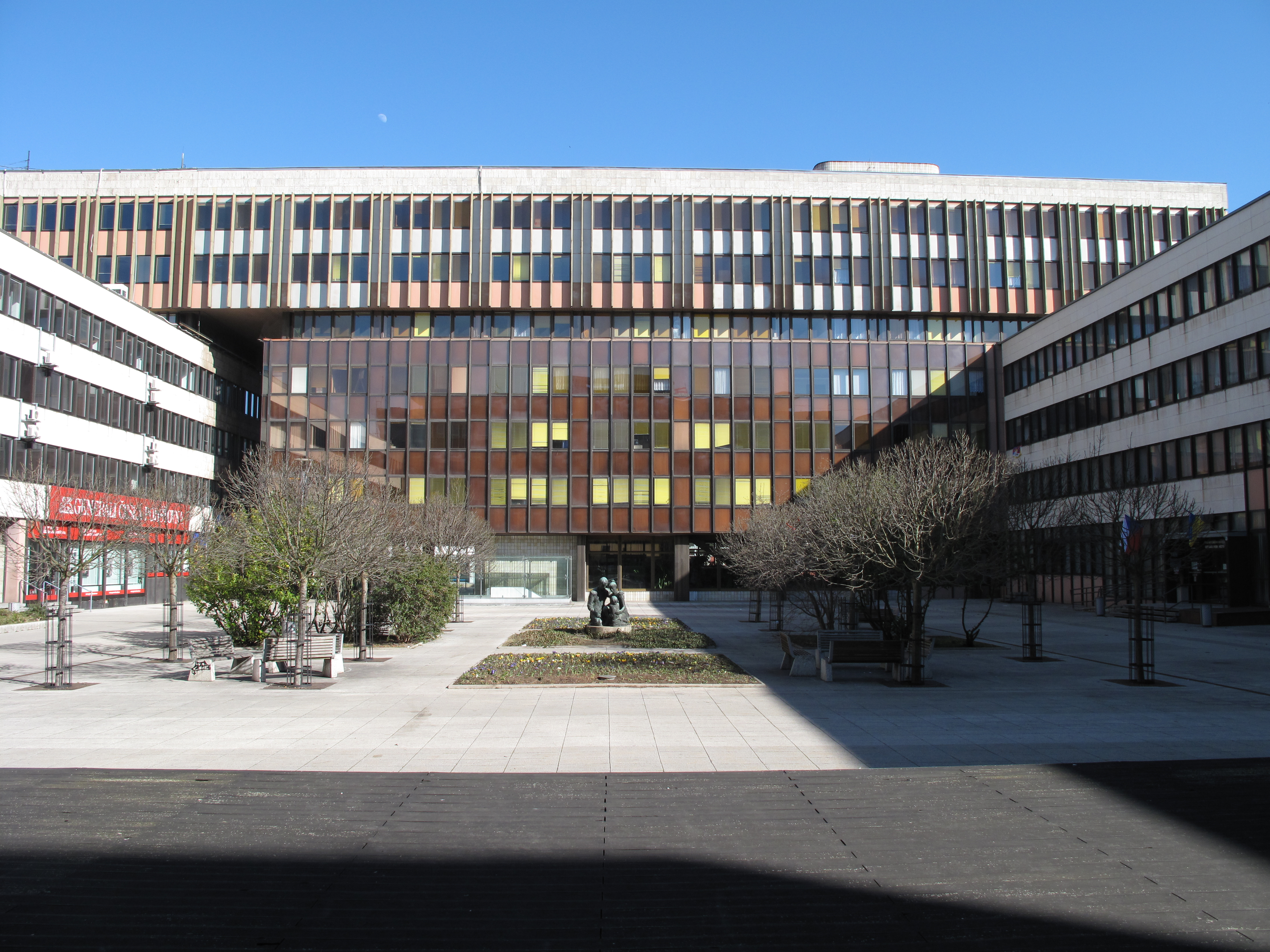
Magistrát Ústí nad Labem, nová část 1985
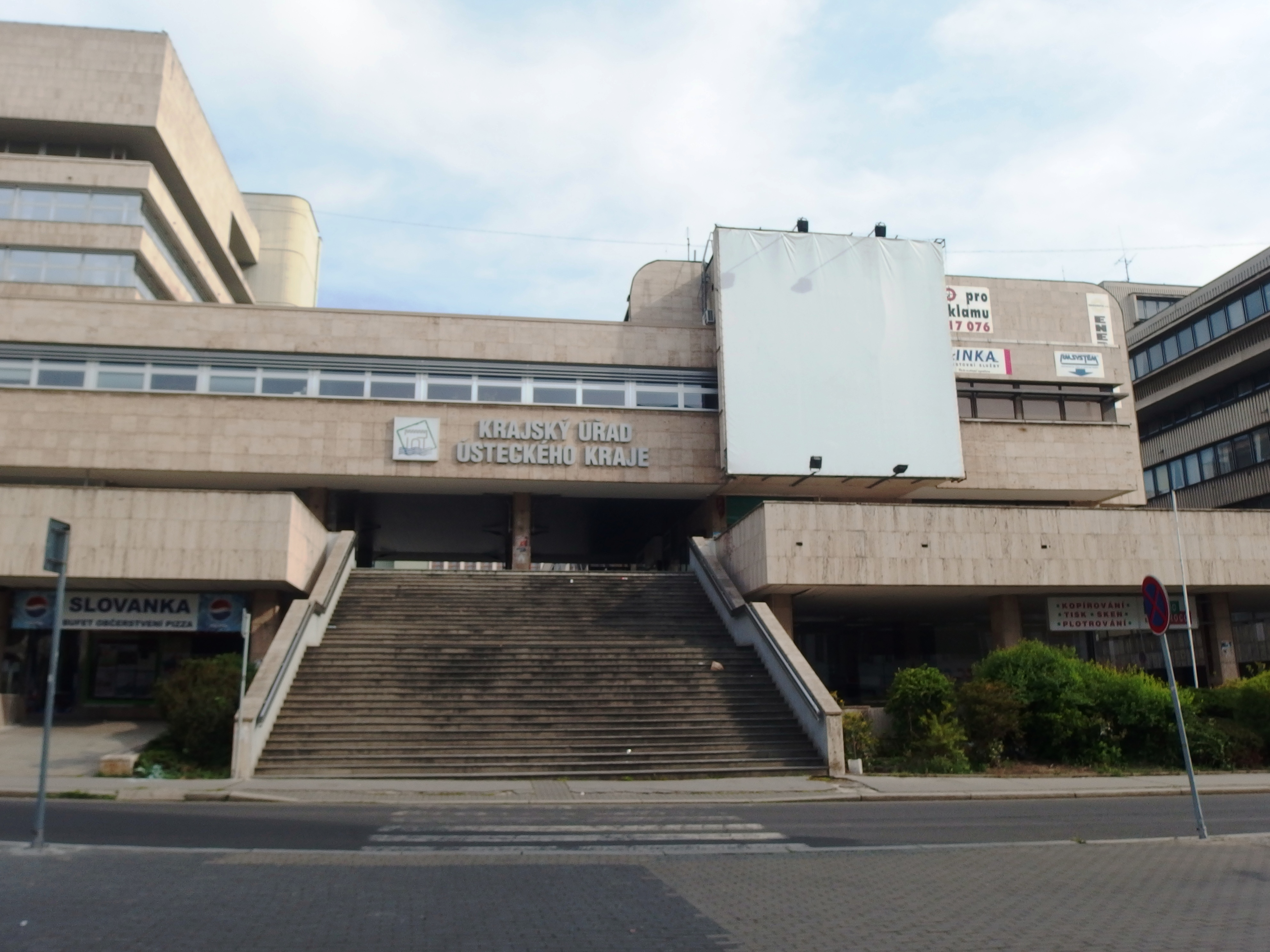
Krajský úřad (dříve KV KSČ), 1985
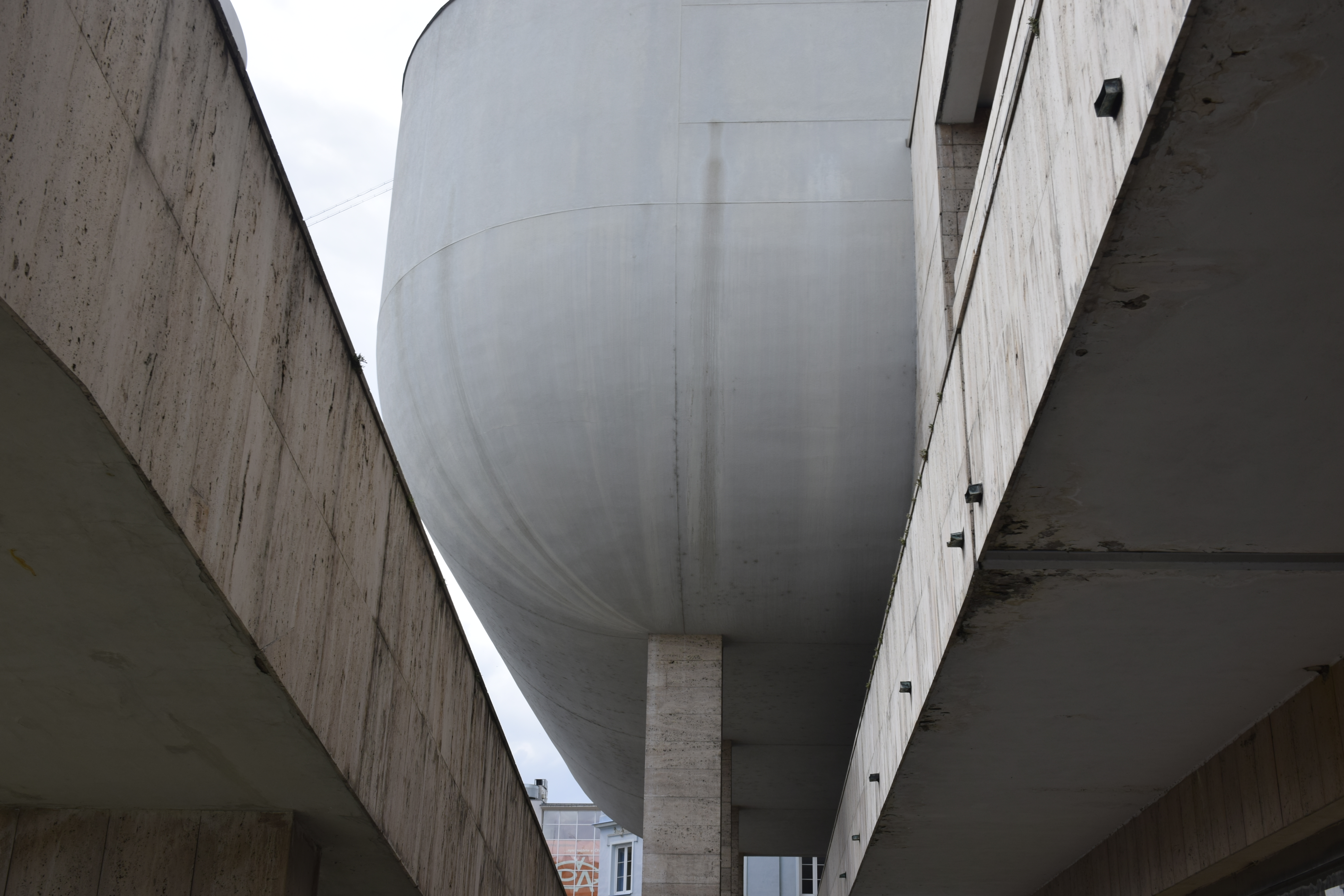
Krajský úřad, tzv. Vana
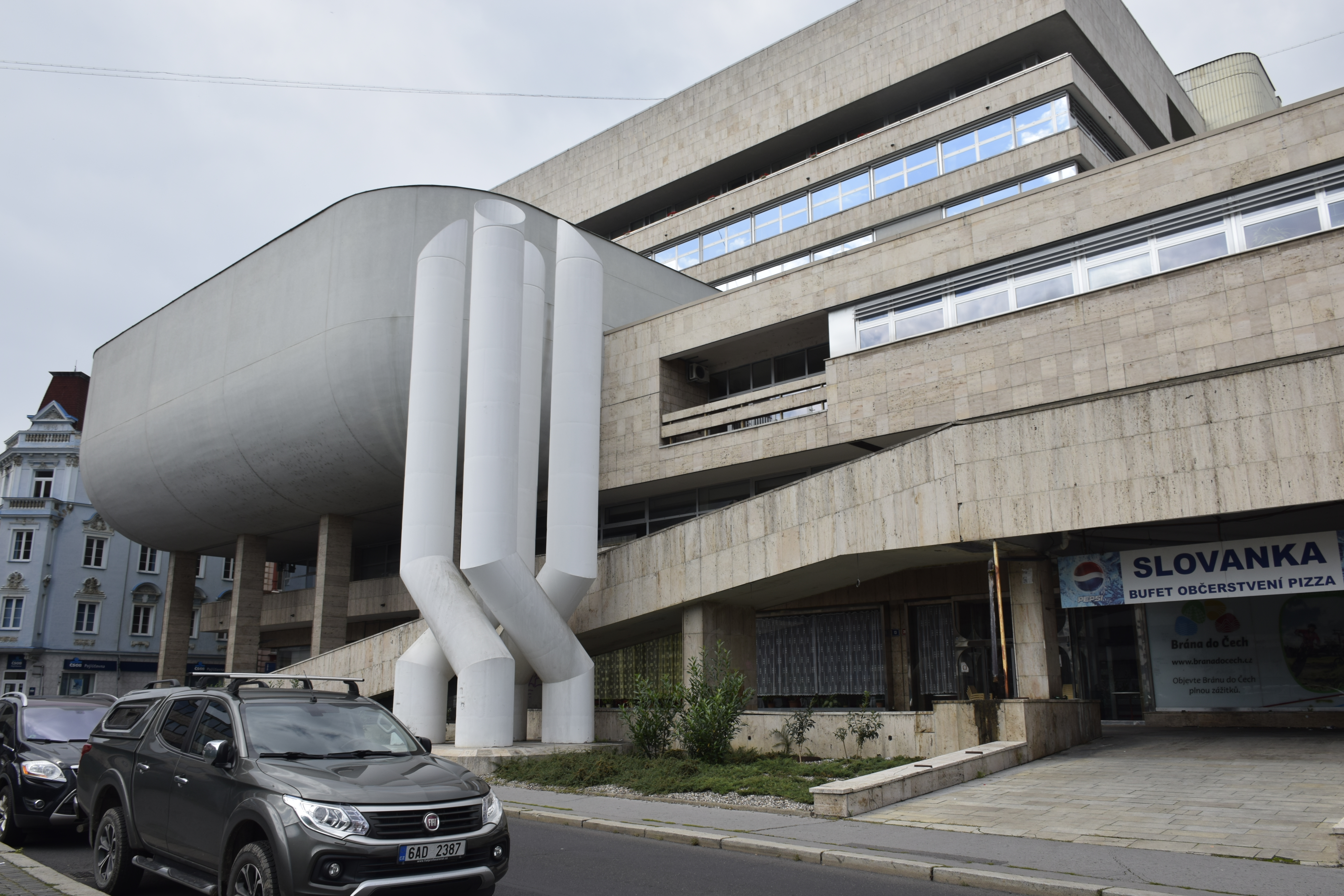
Krajský úřad, konferenční sál tzv. Vana, 1985